# Sân bay Sylt
Sân bay Sylt (IATA: GWT, ICAO: EDXW) là một sân bay ở Westerland, Đức. Westerland là thủ phủ của đảo Sylt. Năm 2007, sân bay này phục vụ 133.000 lượt khách.

## Các hãng hàng không và các tuyến điểm
- airberlin (Berlin-Tegel, Düsseldorf, München, Stuttgart) [theo mùa]
  - airberlin operated by Luftfahrtgesellschaft Walter (Berlin-Tegel, Düsseldorf, Hannover)
- Lufthansa (Berlin-Tegel, Düsseldorf, München, Stuttgart) [tất cả theo mùa]
- Sylt Air (Hamburg) [theo mùal]
- TUIfly (Cologne-Bonn, Stuttgart) [theo mùa]